# کراتینیناز
کراتینیناز (انگلیسی: Creatininase) یک آنزیم است که واکنش شیمیایی هیدرولیز کراتینین به کراتین را کاتالیزه می‌کند که مادهٔ اخیر سپس توسط آنزیم کراتیناز به اوره و سارکوزین مبدل می‌شود.
کراتینین + آب {\displaystyle \rightleftharpoons } کراتین
در نتیجه، سوبسترای این آنزیم، کراتینین با آب، و فراوردهٔ نهایی آن کراتین است.
کراتینیناز یکی نوعی آمیدوهیدرولازهای مرتبط با اوره‌آز از خانوادهٔ هیدرولازهاست.